# Borda del Seix
La Borda del Seix és una borda del terme municipal de Conca de Dalt, dins de l'antic terme de Toralla i Serradell, pertanyent al poble de Serradell, a l'oest del municipi.
Està situada al capdamunt de la vall del riu de Serradell, a l'oest-sud-oest de Serradell. És a lo Seix, al sud-oest de les Roques de la Bou i al sud-est de les Roques del Seix. Al seu sud-oest hi ha la Borda de Santa Maria, bastant propera. Passa a prop al sud-oest de la borda la Pista del Bosc.